# الرجل البريء: القتل والظلم في مدينة صغيرة
الرجل البريء: القتل والظلم في مدينة صغيرة هو كتاب جريمة حقيقي لعام 2006 من تأليف جون غريشام. يروي الكتاب قصة رونالد كيث ويليامسون من أدا، أوكلاهوما، لاعب بيسبول سابق في دوري الدرجة الأولى الذي أدين خطأً في عام 1988 باغتصاب وقتل ديبرا سو كارتر في آدا وحُكم عليه بالإعدام. بعد أن قضى 11 عامًا في طابور الإعدام، تمت تبرئته من خلال أدلة الحمض النووي والمواد الأخرى التي قدمها مشروع البراءة وأطلق سراحه في عام 1999.
أصدرت نيتفليكس في ديسمبر 2018 سلسلة الرجل البريء وهي سلسلة وثائقية من ستة أجزاء تستند إلى الكتاب.

## ملخص القصة
عاد رون ويليامسون إلى مسقط رأسه في أدا، أوكلاهوما، بعد فشل محاولاته في العب مع فرق البيسبول الصغيرة بما في أوكلاند لألعاب القوى ونيويورك يانكيز. حالت إصابة في كتفه من فرصة في التقدم. لم تكن أحلامه كافية للوصول إلى مباريات الدوري الكبيرة. وأدت إخفاقاته إلى اكتئابه وإدمانه الشرب.
عُثر على جثة ديبرا سو كارتر، نادلة الكوكتيل البالغة 21 عامًا، في في مرآب شقتها في أدا في وقت مبكر من صباح يوم 8 ديسمبر 1982. وعليها أثار الضرب والاغتصاب والخنق. بعد خمس سنوات من البدايات العمل الشرطي الرديء من قبل قسم شرطة آدا، وُجه الاتهام إلى ويليامسون، إلى جانب «رفيق الشرب» دينيس فريتز، وحوكموا وأدينوا بتهم الاغتصاب والقتل في عام 1988. حكم على ويليامسون بالإعدام وحكم على فريتز بالسجن مدى الحياة. قُتلت زوجة فريتز قبل سبع سنوات وكان يربي ابنتهما الوحيدة عندما قبض عليه.
يصف كتاب غريشام المهمة العدوانية والمضللة لقسم شرطة آدا والمدعي العام لمقاطعة بونتوتوك بيل بيترسون لحل لغز مقتل كارتر. استخدمت الشرطة والمدعي العام اعترافات قسرية، وشهود غير موثوق بهم، وأدلة واهية لإدانة ويليامسون وفريتز. نظرًا لأن الإدانة بعقوبة الإعدام تؤدي تلقائيًا إلى سلسلة من الاستئنافات، ساعد مشروع البراءة محامي ويليامسون، مارك باريت، في كشف العديد من الثغرات الصارخة في قضية الادعاء ومصداقية الشهود. أمر فرانك إتش سي، قاضي محكمة جزئية أمريكية، بإعادة المحاكمة.
بعد أحد عشر عامًا في طابور الإعدام، تم تبرئة ويليامسون وفريتز من خلال أدلة الحمض النووي وأفرج عنهما في 15 أبريل 1999. كان ويليامسون هو النزيل رقم 78 الذي أطلق سراحه من المحكوم عليهم بالإعدام منذ عام 1973.
عانى ويليامسون من أضرار نفسية عميقة مستدامة أثناء حبسه وإقامته الطويلة في طابور الإعدام. على سبيل المثال، في 22 سبتمبر 1994، كان على بعد خمسة أيام من إعدامه عندما أوقف إعدامه بعد تقديم التماس أمر إحضار.
عُلج بشكل متقطع من الاكتئاب الهوسي، واضطرابات الشخصية، وإدمان الكحول، والفصام الخفيف. وثبت فيما بعد أنه مريض عقلياً، وبالتالي فهو غير لائق ليحاكم أو يُحكم عليه بالإعدام في المقام الأول. لم يعترف مسؤولو ولاية أوكلاهوما ومدينة آدا ومسؤولو مقاطعة بونتوتوك بأية أخطاء وهددوا بإعادة اعتقاله.
أدين في النهاية جلين جور بارتكاب الجريمة في 24 يونيو 2003، وحُكم عليه بالإعدام، لكن عقوبته ألغيت في أغسطس 2005. أدين في محاكمة ثانية في 21 يونيو 2006، وحُكم عليه إلى السجن المؤبد دون عفو مشروط. كان هذا بموجب القانون بسبب الجمود أمام هيئة المحلفين في إصدار الأحكام.
رفع ويليامسون وفريتز دعوى قضائية وفازوا بتسوية قدرها 500,000 دولار في عام 2003 لإدانة خاطئة من مدينة آدا، وتسوية خارج المحكمة مع ولاية أوكلاهوما مقابل مبلغ لم يكشف عنه. بحلول عام 2004، تم تشخيص إصابة ويليامسون بتليف الكبد. توفي في 4 ديسمبر 2004، في دار لرعاية المسنين في بروكين أرو، أوكلاهوما. عاد فريتز إلى كانساس سيتي، حيث عاش مع ابنته إليزابيث. نشر فريتز روايته الخاصة في عام 2006 عن إدانته خطأ في كتاب بعنوان رحلة نحو العدالة.
يتضمن الكتاب روايات (كحبكات فرعية) عن الإدانة الكاذبة والحكم على تومي وارد وكارل فونتنو في اختطاف واغتصاب وقتل دينيس هاراواي، فضلاً عن الإدانة الكاذبة لجريج ويلهويت في اغتصاب وقتل زوجته كاثي. قبل حوالي عقدين من كتاب غريشام، فصل كتاب أحلام آدا (1987) لروبرت ماير إدانة وارد وفونتينوت الخاطئة.